# Резеда
Резеда, також відома як міньйонет [ˌmɪnjəˈnɛt] — рід запашних трав'янистих рослин, що поширені в Європі, Південно-Західній Азії та Північній Африці, від Канарських островів і Іберії на схід до Північно-Західної Індії. Рід включає трав'янисті одно-, дворічні та багаторічні види 40-130 см заввишки. Листя утворює прикореневу розетку на рівні землі, а потім спірально розташовується вгору по стеблу; воно може бути цілісним, зубчастим або перистим, розмір коливається від 1 до 15 см завдовжки. Квітки утворюються в тонкому колосі, кожна квітка маленька (4–6 діаметром мм), білі, жовті, оранжеві або зелені, з чотирма-шістьма пелюстками. Плід — невелика суха коробочка, що містить кілька насінин.
Інші поширені назви включають зварювальну або фарбувальну ракету (для R. luteola) і бастардну ракету.

## Вирощування та використання
Розмноження відбувається насінням, яке висівається прямо в сад або на узбіччя трави. Рослина погано переносить пересадку, тому після посіву його не слід переміщати.
Квіти міньйонет надзвичайно ароматні. Його вирощують заради солодкого амброзіального аромату квітів. Використовується в квіткових композиціях, парфумах і попурі. Вікторіанський фаворит, його зазвичай вирощували в горщиках і віконних ящиках, щоб ароматизувати міське повітря. Його використовували як заспокійливий засіб і лікування синців у римські часи. Ефірна олія використовується в парфумерії. Жовтий барвник був отриманий з коренів R. luteola в першому тисячолітті до нашої ери. Використання цього барвника припинилося на початку двадцятого сторіччя, коли почали використовувати більш дешеві синтетичні жовті барвники.
Чарлз Дарвін використовував R. odorata у своїх дослідженнях самозапліднених рослин, які він задокументував у «Впливі перехресного та самозапліднення в рослинному царстві».